# Крі

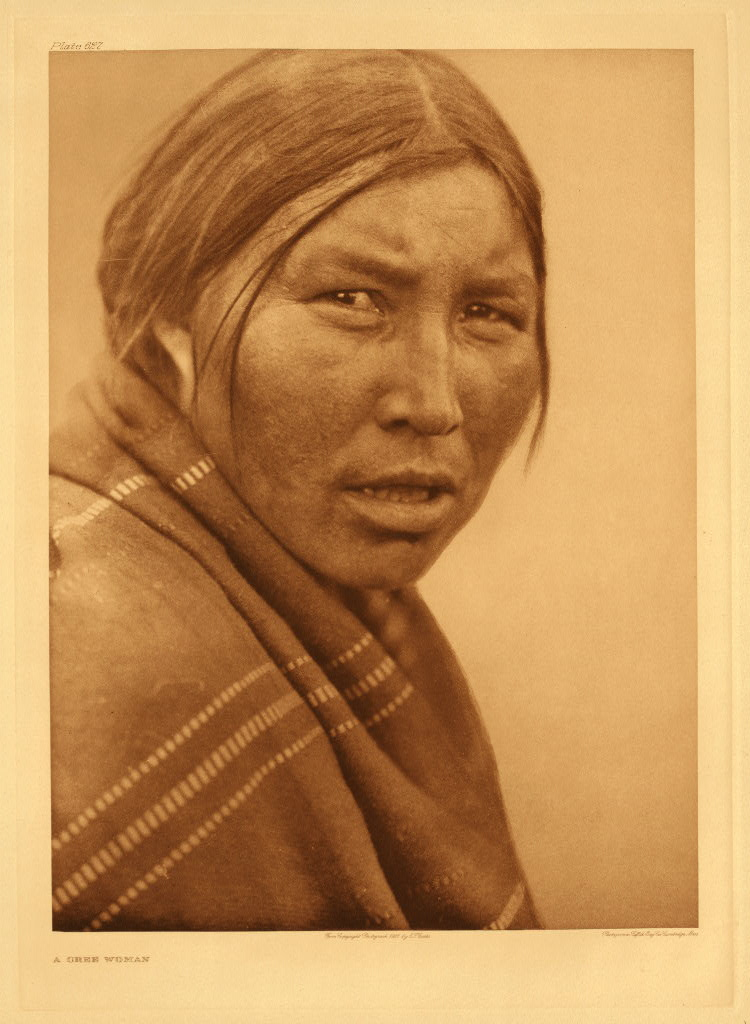
Крі

Крі (історичний етнонім: Nēhiraw, англ. Cree, фр. Cri) — індіанський народ, частина групи народів алгонкіни. Належить до корінного населення Північної Америки.
До європейської колонізації крі займали території від Скелястих Гір до Атлантичного океану, які тепер входять до складу Канади і США.
Зараз крі складають найбільшу групу корінного населення в Канаді та визнаються як корінні американці в Сполучених Штатах. Крі — один з найчисельніших індіанських народів в Канаді: нині нараховується більш ніж 200 000 чоловік у 135 окремих племенах.

## Мова Крі
Докладніше — у статті Мова крі
Мова крі — частина мовної групи Алгонкін; раніше була це одна із найпоширеніших мов у північній частині північноамериканського материка. Використовує власну абетку і розпадається на безліч діалектів. Вона стала однією зі складових змішаної мови мічиф, якою розмовляють канадські метиси.
До речі, зараз не всі індіанці крі розмовляють рідною мовою: її витіснила англійська, яка звичайно поширеніша серед усіх крі в Канаді і США,— за винятком канадської провінції Квебек, де й досі більшість корінних жителів розмовляють рідною їм крі. На робочому місці, у суспільній адміністрації та для зовнішніх зносин, крі користуються, як правило, мовами англійською й французькою.

## Культура
За часів активної торгівлі з білими поселенцями (кінець 18 ст. - початок 19 ст.) були поширені азартні ігри. "Мокасини" - Може брати участь будь-яка кількість гравців, але зазвичай - декілька невеличких груп (команд). Брались 4 мокасини; одна з команд ховає в один мокасин паличку або шматок тканини. Мокасини ставлять рядком на землю і один з гравців іншої групи засовує руку в кожен мокасин по черзі і виграє тільки в тому випадку, якщо предмет знаходиться в останньому; якщо він захований в першому - програє 8 очок. Вартість 1 очка попередньо оговорюється гравцями (наприклад, боброве хутро або ковдра = 10 очок, кінь = 100). З чужинцями грають на дуже високі ставки (кінь = 10 очок).

## Історія

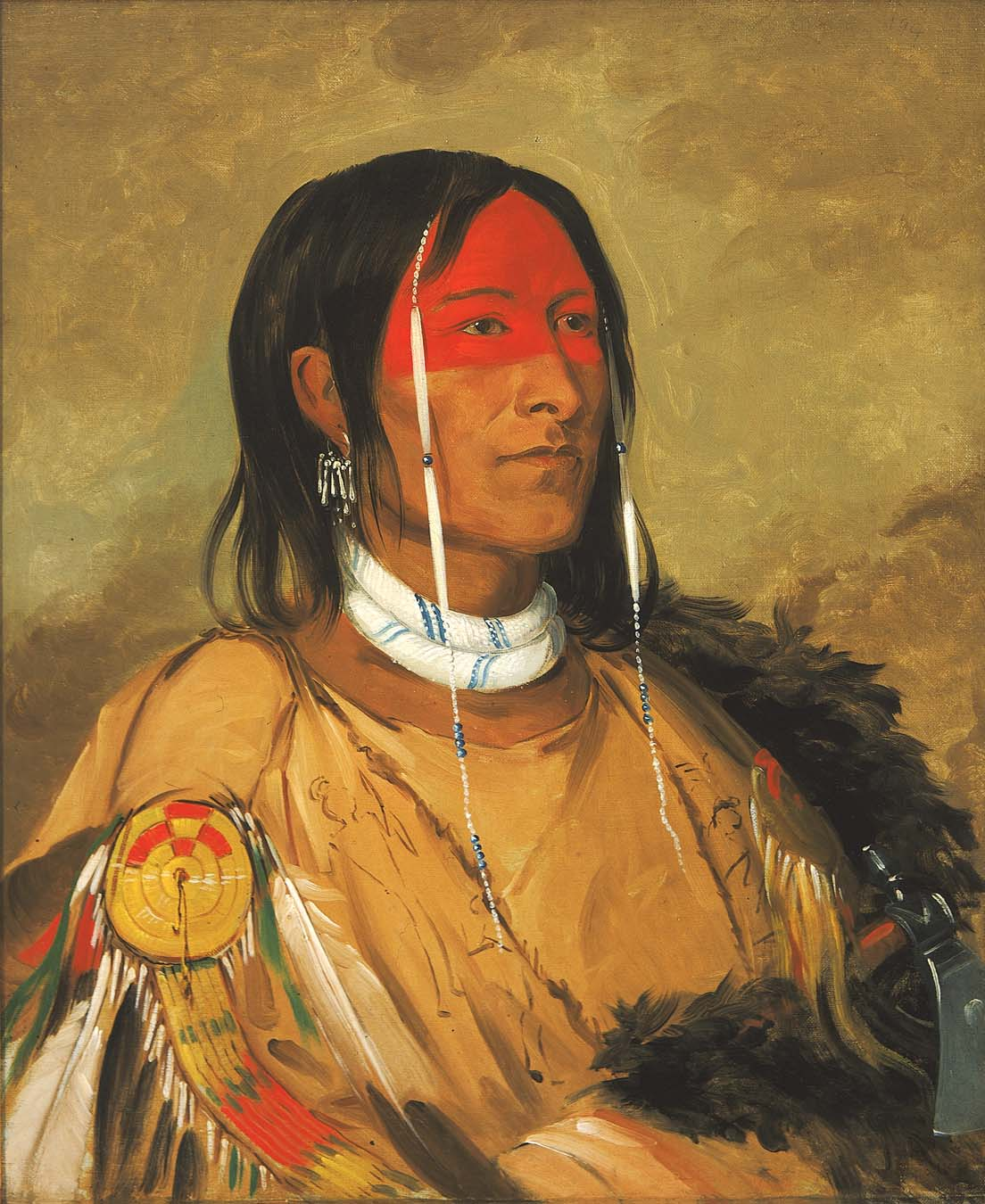
Джордж Кетлін. «І-То-Віс-Ка-Зіт, Той-у-Кого-Очі-Ззаду» (1832)

Племена,які тепер об'єднуються поняттям «крі», населяли північно-східну частину Північної Америки протягом декількох тисячоліть, будучи розосереджені по всій території регіону і не створюючи великих популяцій. Назва «крі» походить від назви індіанського племені, що жило в околицях затоки Джеймс, яка французькою транскрипції записувалося як  Kiristinon . Згодом назва була спрощено до «крі» і поширене на інші споріднені народи.
Перші контакти крі з європейцями в районі затоки Джеймс згадуються єзуїтами близько 1640 року. Після виникнення в 1670-і роки факторій, які займалися хутровою торгівлею, почалася економічна міграція індіанських племен з метою активніше брати участь в цій торгівлі. Крі перекочовували ближче до факторій, займаючись полюванням в їх околицях і поступово втягуючись в економіку європейських поселень як наймані працівники. На цьому тлі католицькими священиками відбувалася місіонерська діяльність.

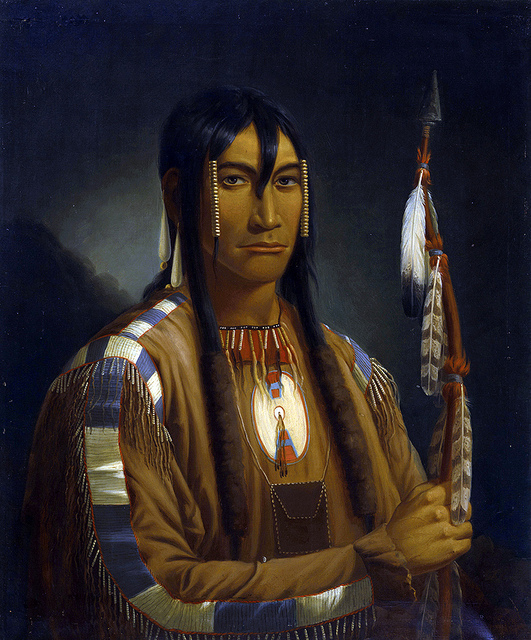
Пол Кейн. Воїн рівнинних крі в форті Пітт (1859)

До моменту приходу в Північну Америку європейців племена крі умовно поділялися на дві великі групи. Лісові, або болотяні, крі (маскегон) були племенами мисливців-збирачів, в раціон яких входили заячина і, рідше, м'ясо більшої дичини — карибу, лося, ведмедя. Соціальна структура племен ґрунтувалася на пов'язаних родинними відносинами сім'ях; численніші об'єднання могли формуватися для військових дій. Лісові крі сповідували анімізм, віруючи в духів предків і тварин, шамани користувалися в їх племенах значним впливом, діяли численні табу. В міфології крі був популярний образ трикстера. Лісові крі використовували для пересування каное в літню пору і снігоступи і сани — тобогган взимку, жили в куполоподібних вігвамах, носили шкури і виготовляли знаряддя з дерева, каменю і кістки. Після контакту з європейцями крі розвинули обмін хутра на залізні вироби, тканини та іншу промислову продукцію.

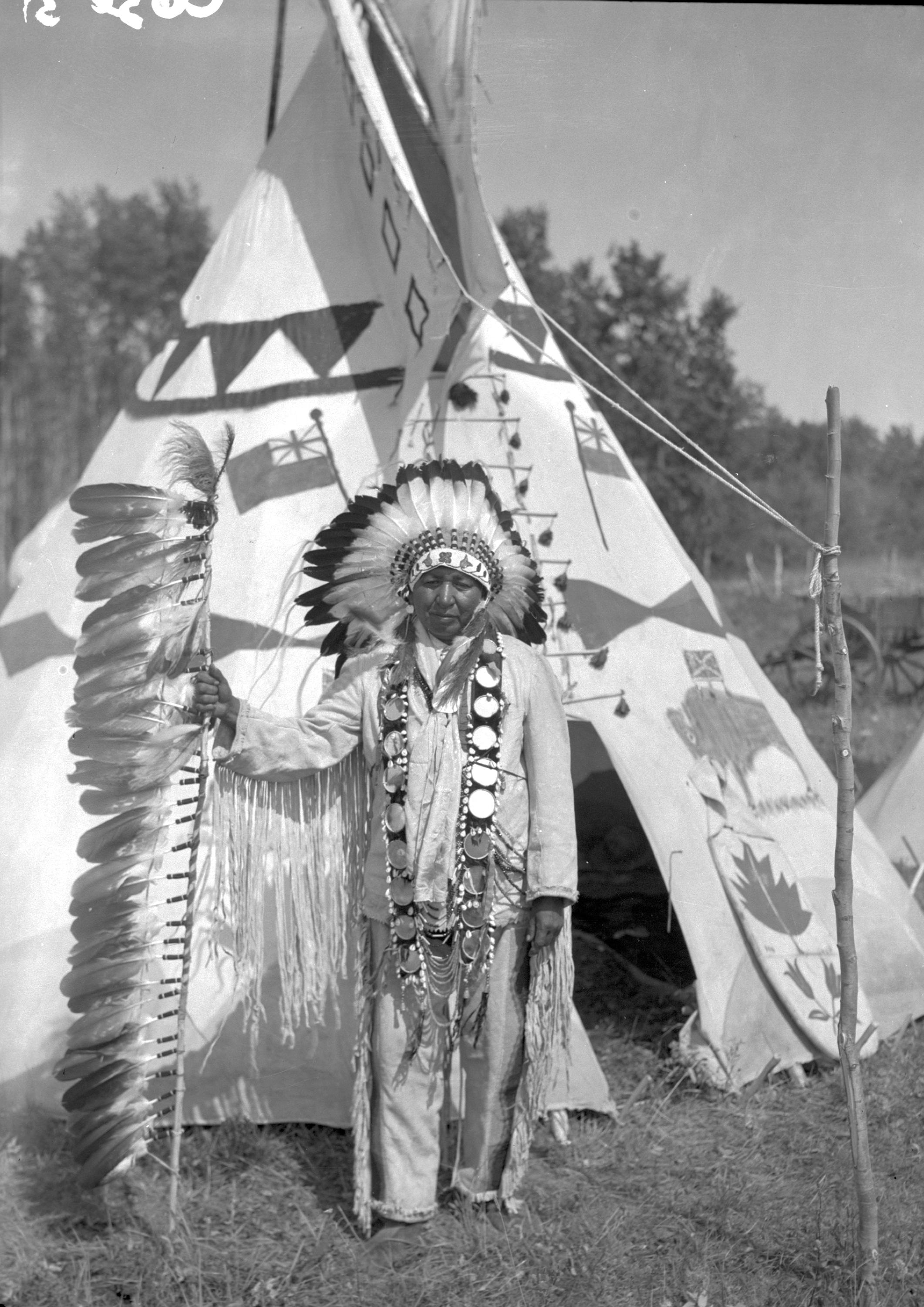
Вождь крі Два Ведмедя перед своїм тіпі, Південний Саскачеван

Рівнинні крі населяли північні регіони Великих рівнин. Вони могли бути нащадками витіснених на Великі рівнини болотяних крі або племенами, які пішли туди самостійно завдяки отриманню більш високих технологій; так чи інакше, про «крі Рівнин» повідомляється вже в 1730-і роки. Як і у інших індіанців прерій, їх культура будувалася навколо полювання на бізонів і збору диких їстівних рослин. Після контакту з європейцями рівнинні крі, що отримали в своє розпорядження коней і вогнепальну зброю, проявили себе як войовничі племена, організовуючи нальоти і війни з сусідніми племенами. Їх військова організація передбачала об'єднання воїнів з 12 різних племен, кожне з яких у мирний час очолював свій вождь. Релігійні обряди рівнинних крі були тісно пов'язані як з полюванням на бізонів, так і з війною. Серед таких обрядів, які виникли у племен Великих рівнин, але не у лісових крі, був Танець Сонця. До кінця 1800-х років, однак, епідемії (в тому числі занесеної європейцями віспи), винищування бізонових стад і державна політика, спрямована на відторгнення індіанських земель, привели до згасання культури рівнинних крі. У третій чверті XIX століття рівнинні крі, зі зникненням бізонових стад втрачають засоби до існування, спробували відбити землі у племен черноногих, але в 1870 році зазнали остаточної поразки. Поразкою закінчилася і повстання Луї Ріеля в 1885 році, в якому рівнинні крі взяли участь. Колишні кочові народи були переселені в резервації, де почали займатися землеробством та тваринництвом.
Процес знищення традиційної культури крі та інших корінних народів Канади продовжило впровадження шкіл-інтернатів, в які примусово забирали індіанських дітей з метою прищеплення їм «білої» культури — зокрема, в таких школах індіанцям забороняли використовувати їх рідну мову, за що карали. Польський автор Аркадій Фідлер зараховує до бід, які принесла біла людина індіанцям крі, поряд з віспою, «повальний» алкоголізм, венеричні хвороби та туберкульоз; останній, за словами Фідлера, з'явився серед лісових крі затоки Джеймс після того, як вони змінили традиційний одяг з лосиних шкур на вовняні тканини промислового виготовлення, які гірше захищають від стихій.
Починаючи з 1970-х років відбувається зростання ролі крі в політичних процесах Канади. Уже в цей час крі затоки Джеймс і Північного Квебеку отримали перші органи самоврядування (в тому числі сформовану в 1978 році Регіональну адміністрацію крі), після чого права цих органів регулярно розширюються. Представники окремих племен ведуть переговори з федеральним і провінційними урядами Канади про права на природні ресурси, що знаходяться на їхніх землях; в Альберті плем'я лубіконів вело судову тяжбу проти уряду за частку в доходах від видобутку природного газу. Крі відігравали важливу роль в роботі органів ООН — зокрема, при виробленні Декларації про права корінних народів, прийнятої в 2007 році.